# 邹毕兆
邹毕兆（1915年1月—1999年12月23日），原名邹实基，新邵县严塘镇夏家村人，中国人民解放军开国大校。第五、六届全国政协委员。

## 生平
1930年参加中国工农红军，任红三军第七师组织干事。1931年7月参加总部无线电训练班。1932年12月调入红军总司令部二局任报务员并努力钻研破译。后任科员、总司令部二局一科副科长。1933年7月荣获三等红星奖章。因工作压力大，1935年开始就患上了严重的头痛失眠症。1935年9月8日发生“草地密电”事件，毛泽东与中共中央决定趁夜率红一、三军团和军委纵队先行北上，并专门嘱咐叶剑英：“二局一定要带上”、“告诉曾希圣、曹祥仁、邹毕兆三人先行到三军团驻地”。9月9日晚，曾希圣、曹祥仁、邹毕兆三人悄悄离开军委纵队驻地，先行到达红三军团；随后二局其他人连夜分批潜行离开军委纵队宿营地，第二天清晨也到达了红三军团，随中央北上。1936年2月加入中国共产党。
抗战爆发后，开始学日文。1939年，在毛泽东安排下去延安马列学院学习。参加南泥湾大生产运动。1944年10月，被分配到王震、王首道领导的八路军南下支队副参谋长。
1945年10月任鄂北军区第三团团长、三五九旅特务团团长、鄂西北军区第一军分区司令员。1946年冬部队遭敌袭，左手受伤与部队失散。1947年4月回到老家。1948年8月返回部队，任江汉军区京钟指挥部指挥长、“天京潜”中心指挥部指挥长。
1949年10月11日，中国人民解放军邵阳军分区成立，司令员邹毕兆，政治委员夏如爱（兼）。南京军事学院战役教授会教员。1955年9月被授予大校军衔，准军级，并授予二级独立自由奖章、二级解放奖章和二级“八一”奖章。湖北省水利厅副厅长、安徽省委工交部副部长、省科委副主任，邵阳地委副书记、地革委副主任，湖南省电子工业局副局长，省国防工业办副主任、党委副书记。1983年12月按副省级离休。
第五届全国政协委员（特别邀请人士）、第六届全国政协委员（全国总工会）。